# بوزرقزق قدارة
بوزرقزق قدارة أو خضارة هي بلدية جزائرية تقع في دائرة بودواو ولاية بومرداس، أخذت إسمها من قرية مندثرة كانت موجودة على ضفة وادي بوزقزة. قديما كانت تسمى تلاخليفة[بحاجة لمصدر]،

## الموقع الجغرافي
تبعد بوزقزة قدارة عن عاصمة الولاية بحوالي 20 كليومتر. يوجد فيها سد قدارة الذي كان يعتبر من أهم السدود الجزائرية حيث تتقاسمه مع الخروبة والأربعطاش. يحدها كل من:
- من الشرق: بلدية بني عمران ولاية بومرداس
- من الغرب:بلدية الخروبة ولاية بومرداس
- من الشمال:بلديات: تيجلابين،قورصو،بودواو
- من الجنوب:بلدية بودربالة ولاية البويرة

## معرض الصور

سد قدارة.
جبل بوزقزة خلال فصل الشتاء.

## الوديان
يتضمن إقليم هذه البلدية العديد من الوديان منها:
- وادي بودواو
- وادي قورصو

## مواضيع ذات صلة
- بلديات ولاية بومرداس
- دوائر ولاية بومرداس